# Становка (Омская область)
Ста́новка — село в Большеуковском районе Омской области России, административный центр Становского сельского поселения.
Расположена на реке Большой Аёв в 18 км к юго-западу от села Большие Уки.

## История
Селение заведено в начале XVIII века как станец на Московско-Сибирском тракте в составе слободы Аёвской Тарского воеводства. Позже здесь была заведена почтовая станция и полуэтап, где отдыхали и менялись инвалидные команды, препровождаемые ссыльных.
В 1744—1745 годах велось строительство почтовой дороги Тобольск-Тара с учреждением на пути 20 почтовых станций по 6 лошадей на каждой. Так была учреждена Становская почтовая станция.
В 1772 году в селении были поселены ссыльные из Московской, Казанской, Оренбургской, Нижегородской, Воронежской губерний.
В 1782 году вошла в состав Рыбинской волости Тарского уезда Тобольской губернии.
30 июля 1791 года здесь, через деревню ехал в ссылку Радищев, написавший следующее: «В Становке живут посельщики, они беднее старожилов».
28 марта 1797 года через Становку проезжал Радищев возвращаясь из ссылки, который написал: «От Челуниной до Становки, посельщики, на Аёве 20 вёрст».
В 1861 году сооружена часовня.
На 1868 год имелась почтовая станция, полуэтап. Располагалась при речке Аёв.
В 1878 году в деревне был упразднён этап под помещение почтовой станции.
1 октября 1881 года деревня входит в образованное самостоятельное Становское сельское общество в составе деревень Становка, Решетина, Крюкова.
В 1888 году в Становском хлебо-запасном магазине на одно лицо полагалось 709 четвертей озимого и 427 ярового хлеба.
В марте 1889 года по распоряжению Тобольского губернатора и Тарского окружного исправника на слом и продажу было выставлено бывшее этапное здание в деревне Становке, которое было оценено в 65 рублей.
На 1893 год имелось 659 десятин удобной земли в пользовании селения (3,6 десятин на 1 двор), 187 крестьянских двора и 778 человек.
На 1895 год население занималось производством лыка, мочала.
На 1897 год по переписи населения Российской Империи проживало 622 человека. Из них 622 человека были православными.
На 1903 год имелась школа грамоты, хлебо-запасный магазин, торговая лавка, водяная мельница, земская станция. Располагалась при речках Становка и Аёв на земском тракте.
На 1909 год имелась церковь, школа официальная, хлебо-запасный магазин, 2 торговые лавки, 8 ветряных мельниц, водяная мельница, кузница, пожарный сарай, почтовая станция, земская станция.
В 1910 году была достроена церковь.
На 1912 год имелась мелочная лавка, часовня, церковь.
На 1926 год имелся сельский совет, школа, маслозавод.
На 1991 год село являлось центром совхоза «Становский».
История церкви и часовни
Часовня в честь Покрова Пресвятой Богородицы.
В 1861 году сооружена деревянная Покровская часовня на территории старого кладбища в честь Покрова Пресвятой Богородицы. Богослужения отправлялись в дни праздников, в честь которого воздвигнута и в дни святой Четырёхдесятницы для говеющих. В советский период часовня была разрушена. На месте Покровской часовни воздвигнут поклонный крест.
Церковь в честь Покрова Пресвятой Богородицы.
В 1902 году крестьянами Становского сельского общества и соседнего переселенческого посёлка Коноваловского было подано прошение Епископу Омскому и Семипалатинскому Сергию с просьбой о помощи в строительстве православного храма. Через год на обсуждение прихожан Ксенофонт Попов представил проект и смету, составленные Тобольским епархиальным архитектором Цинке. План был одобрен. Доверенным лицом по вопросам строительства храма от крестьянского общества Становки был избран Ефрем Прокопьевич Федорченко, а его помощником — Иван Герасимович Вершинин. Всего на постройку храма требовалась сумма в размере 1559 рублей. Церковь строилась на добровольные пожертвования. Большую часть в 1000 рублей пожертвовал Ефрем Прокопьевич Федорченко, по 29 рублей пожертвовали Никифор Федорченко и Марк Вершинин, по 10 рублей пожертвовали Егор Рыбаков, Василий Иванов, Иван Вершинин и многие другие. Необходимая сумма была собрана, и строительство началось. Место под будущий храм было выбрано в центре деревни, на левом берегу реки Большая Становка.
В 1910 году Покровская церковь была вчерне построена. Об этом протоиерей Пётр Васильевич Софонов сообщал в Духовную консисторию: «…имею честь донести, что в деревне Становка Тарского уезда деревянное здание храма уже построено, покрыто железом, кресты поставлены, колокола помещены на колокольню. Осталось устроить иконостас, завести священные сосуды, церковную утварь и богослужебные книги…». 13 сентября 1913 года церковь была освящена.
В 1915 году для священника был построен одноэтажный деревянный, на листвяжных стойках дом с хозяйственными постройками. Становская Покровская церковь по проекту должна была стать центром нового прихода с населёнными пунктами Становка, Коновалова, Решетина. В советский период церковь была разобрана. На улице Зелёной, располагается жилой дом, построенный в начале 1960-х годов из стен Покровской церкви.

## Инфраструктура
На 2011 год имелась школа, детский сад, библиотека, сельская администрация, администрация сельского поселения, 2 СПК («Становский», «Росинка»), ТСЖ «Запад».
Улицы в селе: Береговая, Заречная, Зелёная, Мира, Набережная, Пролетарская, Совхозная, Школьная и переулок Спортивный.

## Достопримечательности
- Дом, в котором жил Герой Социалистического Труда, животновод М. Д. Сергеев. Памятник истории;
- Могила М. Д. Сергеева, Героя Социалистического Труда, организована в 1981 году. Памятник истории.

## Население
- 1795—441 человек (225 м — 216 ж);
- 1868—450 человек (239 м — 211 ж);
- 1893—778 человек (368 м — 410 ж);
- 1897—622 человека (303 м — 319 ж);
- 1903—565 человек (270 м — 295 ж);
- 1909—580 человек (280 м — 300 ж);
- 1912—496 человек православных.

| 1926 | 2002 | 2010 | 2021 |
| ---- | ---- | ---- | ---- |
| 885  | ↘582 | ↘407 | ↘210 |